# Aechmea sucreana
Aechmea sucreana là một loài thực vật có hoa trong họ Bromeliaceae. Loài này được Martinelli & C.M.Vieira mô tả khoa học đầu tiên năm 2005.